# Elisabeth Trube-Becker
Elisabeth Trube-Becker geborene Becker (* 4. Januar 1919 in Düsseldorf; † 1. Februar 2012 in Neuss) war eine deutsche Medizinerin. Sie war Professerin für Gerichtliche und Soziale Medizin, die erste Inhaberin einer Professur für Rechtsmedizin in Deutschland und zeitlebens eine Vorkämpferin für die Menschenrechte der Kinder und gegen das Dunkelfeld der Kindesmisshandlung.

## Leben
Geboren wurde Elisabeth Becker im Winter nach dem Ende des Ersten Weltkriegs. Sie kam aus bürgerlichen Verhältnissen und war katholisch; ihr Vater war der promovierte Jurist Adolf Becker, ihre Mutter war Elisabeth Becker geborene Wiebels. Sie studierte Medizin und wurde im Kriegsjahr 1942 promoviert. Ab 1948 war sie am Institut für Rechtsmedizin an der Universität Düsseldorf berufstätig. In Düsseldorf erlangte sie 1951 ihre Habilitation, wurde Privatdozentin und Oberärztin am Institut für Gerichtliche Medizin und war ab 1958 außerplanmäßige Professorin und Wissenschaftliche Rätin an der Medizinischen Akademie. 1971 erhielt sie, als erste Frau in Deutschland, den Lehrstuhl für Gerichtliche und Soziale Medizin an der Universität Düsseldorf. Sie blieb dort ihr ganzes Berufsleben über und entfaltete dort über das fachlich Vorgegebene hinaus eine rege Forschungs- und Aufklärungstätigkeit auf dem Gebiet der Kindstötungen und -misshandlungen.
Gleich zu Beginn ihrer beruflichen Tätigkeit, Ende der 1940er Jahre, erreichte sie, dass augenscheinlich misshandelte tote Kinder nicht länger in Friedhofs-Gebäuden oder Kliniksräumen obduziert wurden, sondern einheitlich im Rechtsmedizinischen Institut, wo die Fälle eingehend dokumentiert werden konnten. Zu Beginn der 1950er Jahre schaffte sie es, in ihrem rheinischen Einflussbereich durchzusetzen, dass erstmals ausnahmslos alle Kinder mit ungeklärter Todesursache der Rechtsmedizin übergeben wurden. Da sie ihre Aufmerksamkeit einem bis dato zumeist totgeschwiegenen Tabuthema, den von den eigenen Eltern misshandelten Kindern widmete, hatte sie mit viel öffentlichem Kritik-Gegenwind zu kämpfen. Sie erreichte gegen Widerstände Sensibilisierung bei Kinderärzten, in Kliniken und Medien. Um die Täter, denen sie häufig als Gutachterin vor Gericht begegnete, angemessener zu verstehen, absolvierte sie Fortbildungen zur Psychotherapeutin sowie den Amtsarzt-Kurs in Psychiatrie.
Überforderte Eltern, die mit schwierigen eigenen Kindern (zum Beispiel sogenannten Schreibabys) nicht klarkommen, fand sie heraus, gibt es viel häufiger als gemeinhin öffentlich wahrgenommen wird, und zwar in allen sozialen Schichten. Viele Fälle von Misshandlung ließen sich mit herkömmlicher Diagnostik aber nicht leicht belegen. Zwei Beispiele:
- Subkutane Verletzungen durch Stromstoss-„Bestrafungsaktionen“ lassen sich häufig nicht durch Draufschauen feststellen.
- Das Schütteltrauma bei Kleinstkindern wurde erst 1974 von der Rechtsmedizin wissenschaftlich beschrieben. Blutungen im Schädelinneren, die durch Schütteln oder Schlagen entstehen, waren bis dahin unentdeckt geblieben. Die betroffenen Opfer wurden als plötzlicher Kindstod ausgewiesen, da es keine äußerlich erkennbaren Kennzeichen gibt.

Nach ihrer Emeritierung verfasste sie neben kleineren Fachbeiträgen eine Autobiografie sowie im Laufe der Jahre drei literarische Veröffentlichungen mit Gedichten und Prosa.
Die „Grande Dame der deutschen Rechtsmedizin“' lebte zuletzt in der niederrheinischen Kreisstadt Neuss. Sie zog neben dem eigenen Berufsleben sieben Kinder groß, zwei leibliche (Sabine und Christiane) und fünf aus der ersten Ehe ihres Mannes Georg Trube, den sie 1954 heiratete.

## Zitate zum Thema Kindesmisshandlung
„„Es ist ein großer Blödsinn, zu glauben, Misshandlungen gebe es nur in der Unterschicht.“
„Diese Eltern aus den Villenvierteln treten weniger in Erscheinung, weil sie nicht so stark im Fokus der Jugendämter stehen und sich besser zu wehren wissen.“
„Heute gibt es vermeintlich mehr Fälle – weil glücklicherweise mehr erkannt wird.“
„Die wenigsten handeln in bewusster Tötungsabsicht, auch die sadistische Komponente spielt eine geringe Rolle.“
„Vielleicht ist es nicht so sehr eine Frage der Überforderung, sondern eine der Mentalität, ob man sich hinreißen lässt, ein Kind so zu verdreschen, dass es stirbt.““

## Veröffentlichungen (Auswahl)
- Historische Perspektive sexueller Kontakte zwischen Erwachsenen und Kindern/Jugendlichen und die soziale Akzeptanz dieses Phänomens von der Zeit der Römer und Griechen bis heute. In: Sexueller Missbrauch. 3., überarbeitete und erweiterte Auflage. 2005.
- Gelebtes leben. Lebenserinnerungen einer Ärztin für Rechtsmedizin. Kovac, Hamburg 2000, ISBN 3-8300-0083-9.
- Linien des Lebens: Gedichte. Haag und Herchen, Frankfurt am Main 1995.
- Mißbrauchte Kinder – sexuelle Gewalt und wirtschaftliche Ausbeutung. Kriminalistik-Verlag, Heidelberg 1992, ISBN 3-7832-0492-5.
- Zum sexuellen Missbrauch von Säuglingen und Kleinkindern. In: |Medizinrecht, Psychopathologie, Rechtsmedizin: diesseits und jenseits der Grenzen von Recht und Medizin. Festschrift für Günter Schewe. Springer-Verlag, Berlin etc. 1991, S. 602–610.
- Gewalt gegen das Kind: Vernachlässigung, Misshandlung, sexueller Missbrauch und Tötung von Kindern. Kriminalistik-Verlag, Heidelberg 1982, ISBN 3-7832-1681-8.
- Frauen als Mörder: mit 86 Falldarstellungen und 34 Tabellen. Goldmann, München 1974, ISBN 3-442-70019-1.
- Die Papillarmuster des Menschen und ihre Bedeutung für die Vaterschaft. Habilitationsschrift Düsseldorf (26. Februar) 1951.